# Carlos Enrique Hermosilla
Carlos Enrique Hermosilla (La Rioja (España); 1970) es un botánico (especialista en orquídeas), micólogo, y fotógrafo español. Junto a sus labores de campo lleva dos décadas siendo profesor de fotografía en el Taller de Fotografía de Miranda de Ebro.

## Algunas publicaciones

### Libros
- 2013. Los escarabajos, sobre los coleópteros de Castilla y León, obra escrita junto a Luis Óscar Aguado[2][3]
- 2007. Pequeñas historias: exposición. Ed. Aula Medio Ambiente Caja Burgos. 11 pp.
- 2004. Pedro Ma Uribe-Echebarría, Iñaki Zorrakin, Carlos E. Hermosilla y E. Lekuona. Claves ilustradas de la flora del Moncayo. Ed. Gobierno de Aragón, Departamento de Medio Ambiente. 335 pp. ISBN 8496223574
- 1997. Plantas medicinales de Miranda de Ebro y su entorno. Ed. Instituto Municipal de la Naturaleza. 159 pp.
- 1989. Setas de Miranda de Ebro y su entorno, con José Maria Egurrola. Ed. Instituto Municipal de la Naturaleza. 141 pp.. Ed. Instituto Municipal de la Naturaleza. 141 pp.
- La abreviatura «C.E.Hermos.» se emplea para indicar a Carlos Enrique Hermosilla como autoridad en la descripción y clasificación científica de los vegetales.[4]